# النشو البحري
قرية النشوالبحرى هي إحدى القرى التابعة لمركز كفر الدوار في محافظة البحيرة في جمهورية مصر العربية. حسب إحصاءات سنة 2006، بلغ إجمالي السكان في النشوالبحرى 11131 نسمة، منهم 5695 رجل و5436 امرأة.